# Ami (énekesnő)
Andreea Ioana Moldovan (Nagybánya, 1989. szeptember 28. –), ismertebb nevén AMI román tánczene-énekesnő. Leginkább olyan dalairól ismert, mint a Trumpet Lights, a Playa en Costa Rica vagy a Deja Vu (Grasu XXL-lel közösen), amellyel 2012 óta van jelen a román zenei toplistákon.

## Élete
Nagybányán született, 1989. szeptember 28-án. Már három éves korában szülei beíratták egy helyi zenei fesztiválra, ahol elnyerte a fődíjat. A nagybányai Gyermekpalotában (Palatul Copiilor) járt órákra, és számos hazai és nemzetközi fesztiválon vett részt. Emellett 12 évig hegedülni tanult.
A középiskola elvégzése után Bukarestbe ment, ahol a Nemzeti Zeneművészeti Egyetem Jazz kompozíció-könnyűzene részleg kurzusaira járt.
2011 végén Adi Colceruval (David Deejay) is találkozott Bukarestben. A találkozó eredményes volt, mert Adi épp női énekest keresett egy új projekthez. Így Ami csatlakozott a Dav7 Music együtteséhez.
Ami Paula Seling együttesében is aktív volt és indult az első román X-Faktorban. 2012-ben Ami kiadta első zeneszámát a  Media Pro Music támogatásával, Trumpet Lights címmel (zeneszerző: David Deejay).

## Diszkográfia
| Év   | Cím                              | Lemezkiadó               |
| ---- | -------------------------------- | ------------------------ |
| 2012 | Magnetic (feat. David Deejay)    | Dav7 Music               |
| 2012 | Una Serenada (feat. Mossano)     | Dav7 Music               |
| 2012 | Trumpet Lights                   | MediaPro Music           |
| 2013 | Deja Vu (feat. Grasu XXL)        | MediaPro Music           |
| 2013 | Otra vez                         | MediaPro Music           |
| 2014 | I Promise You (feat. Mossano)    | MediaPro Music           |
| 2014 | Playa En Costa Rica              | MediaPro Music           |
| 2014 | Magical                          | MediaPro Music           |
| 2015 | Somnu' nu mă ia                  | MediaPro Music           |
| 2015 | Camina                           | MediaPro Music           |
| 2016 | 3 Lucruri (feat. Grasu XXL)      | MediaPro Music           |
| 2016 | Te-aștept diseară                | Media Pro Music          |
| 2017 | Un actor (feat. What's UP)       | MediaPro Music           |
| 2017 | Indiferența ta                   | MediaPro Music           |
| 2018 | Niște Dragoste                   | MediaPro Music           |
| 2018 | Hola                             | MediaPro Music           |
| 2018 | Sunt bine (Tostogan's feat. Ami) | CatMusic & MediaProMusic |
| 2019 | 4 camere (DJ Project feat. Ami)  | Global Records           |
| 2019 | Fotografii                       | Global Records           |
| 2019 | Tramvai                          | Global Records           |